# Sieraden uit islamitische landen en aangrenzende gebieden
Sieraden uit islamitische landen en aangrenzende gebieden was een tentoonstelling in het Tropenmuseum van 3 april tot 10 mei 1971.
De tijdelijke tentoonstelling toonde 604 kostbare, meest zilveren sieraden uit vrijwel alle landen uit het islamitisch cultuurgebied van het Midden-Oosten en Noord-Afrika, maar ook enkele uit onder meer het traditionele Griekenland, Macedonië, India en Tibet. De sieraden waren afkomstig uit de verzameling van dr. Ümit Bir (1921-2001?), een in Freiburg im Breisgau geboren arts van Turkse afkomst die destijds werkzaam was in het gemeenteziekenhuis te Wolfsburg. Tijdens zijn vele reizen door Noord-Afrika en Azië, maar ook langs de antiquairs in Europese hoofdsteden, had Bir een verzameling van internationale allure bijeen gebracht die in Europese musea graag werd geëxposeerd. Na het overlijden van Ümit Bir is zijn tot 3000 stuks aangegroeide collectie sieraden ondergebracht bij het Volkenkundige Museum van Leipzig. Nog steeds is de collectie-Bir een van de belangrijkste oriëntaalse sieradenverzamelingen die door een particulier bijeengebracht is. Onlangs zijn de hoogtepunten van de verzameling gepubliceerd bij de Duitse uitgeverij Arnoldsche die veel aandacht besteedt aan niet-Europese kunst. Het Tropenmuseum publiceerde in 1971 slechts een niet-geïllustreerd vouwblad met een korte beschrijving van een aantal sieraden. 